# یادبود ملی کنیون د شی
یادبود ملی کنیون د شِی (Canyon de Chelly National Monument؛ ‎/dəˈʃeɪ/‎ də-SHAY) یک پارک ملی در ایالت آریزونا در ایالات متحده آمریکا است. این پارک ملی ۳۴۰ کیلومتر مربع مساحت دارد.

## نگارخانه

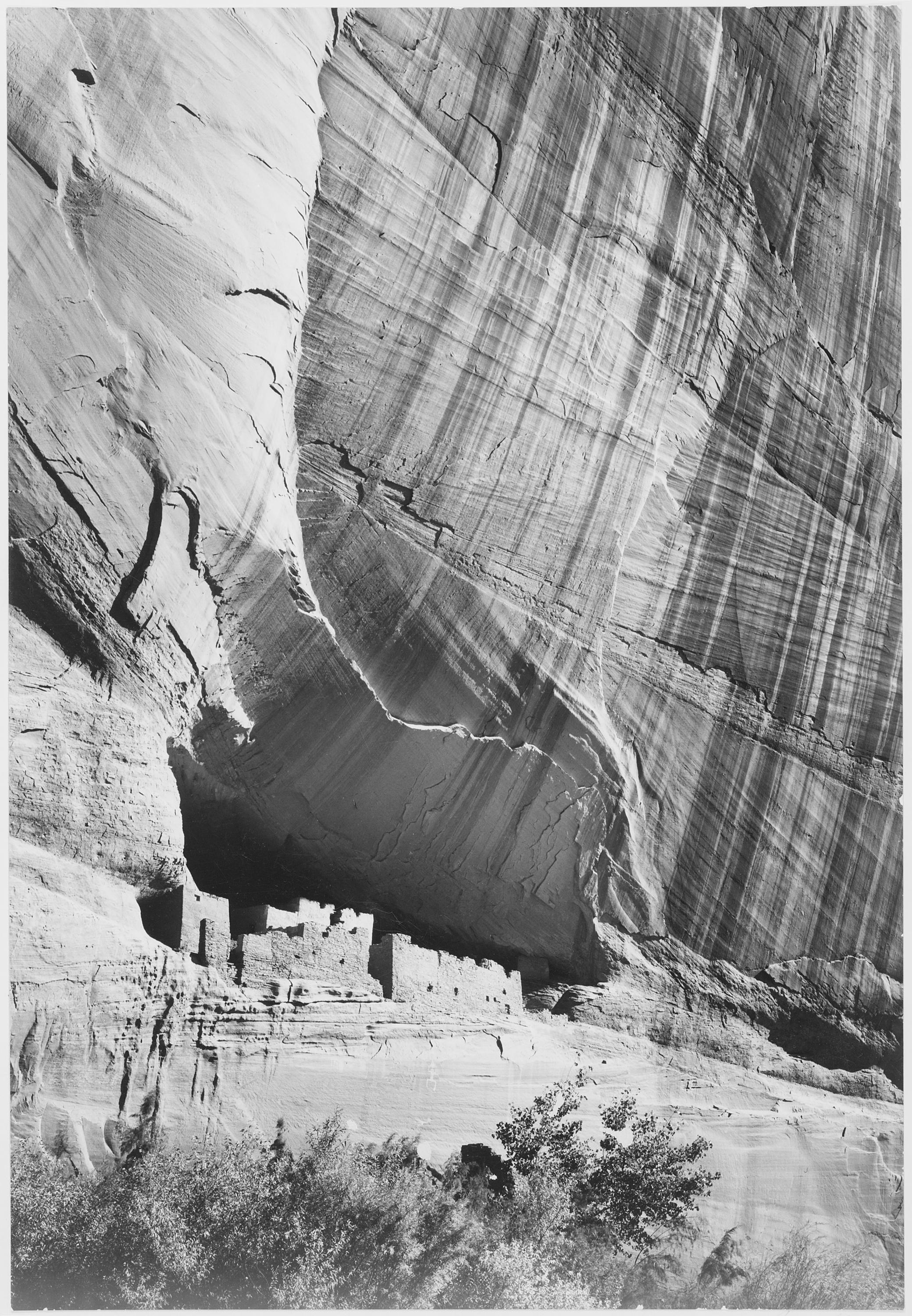
White House Ruins, 1942, انسل آدامز photograph
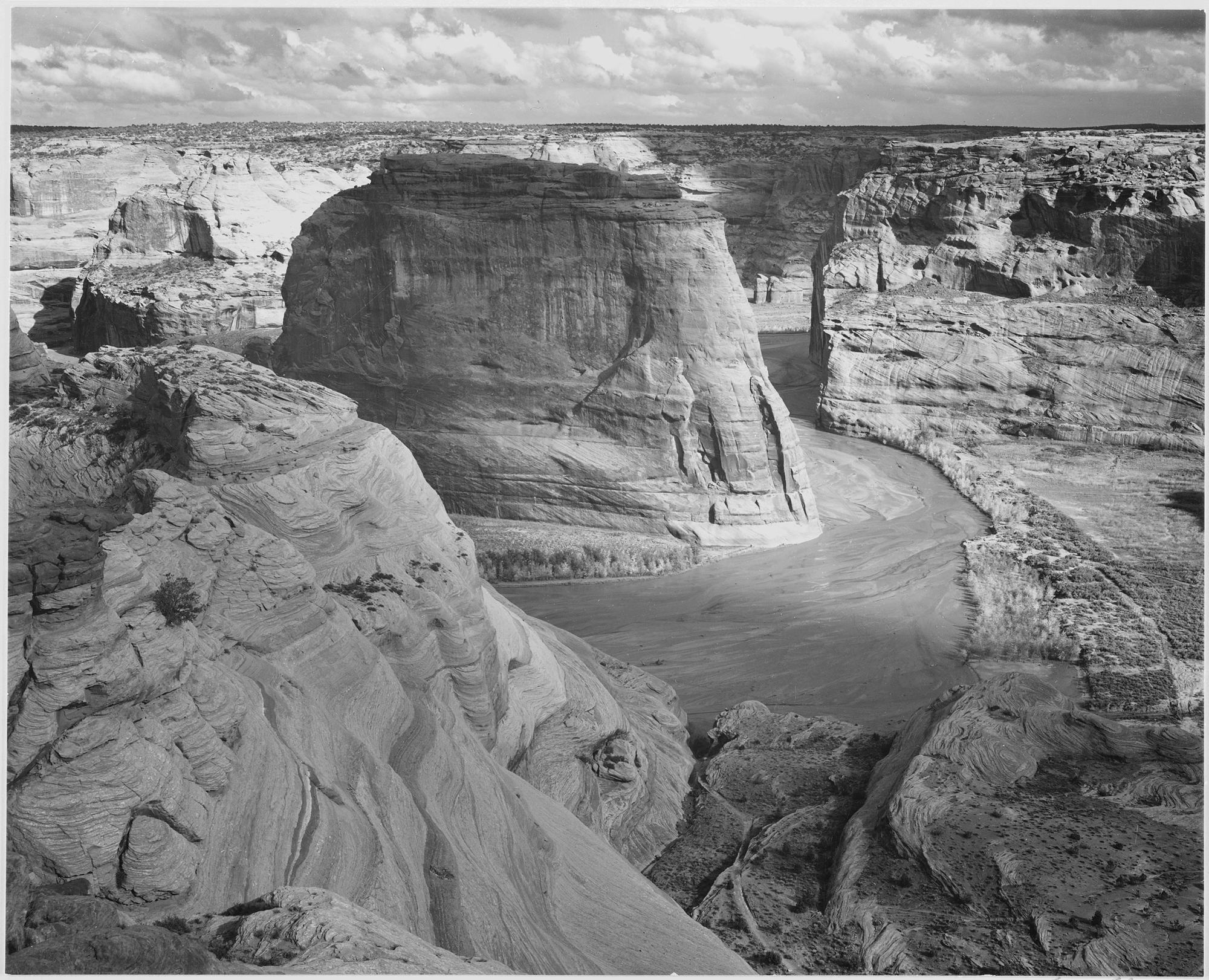
Canyon de Chelly, 1941, انسل آدامز photograph
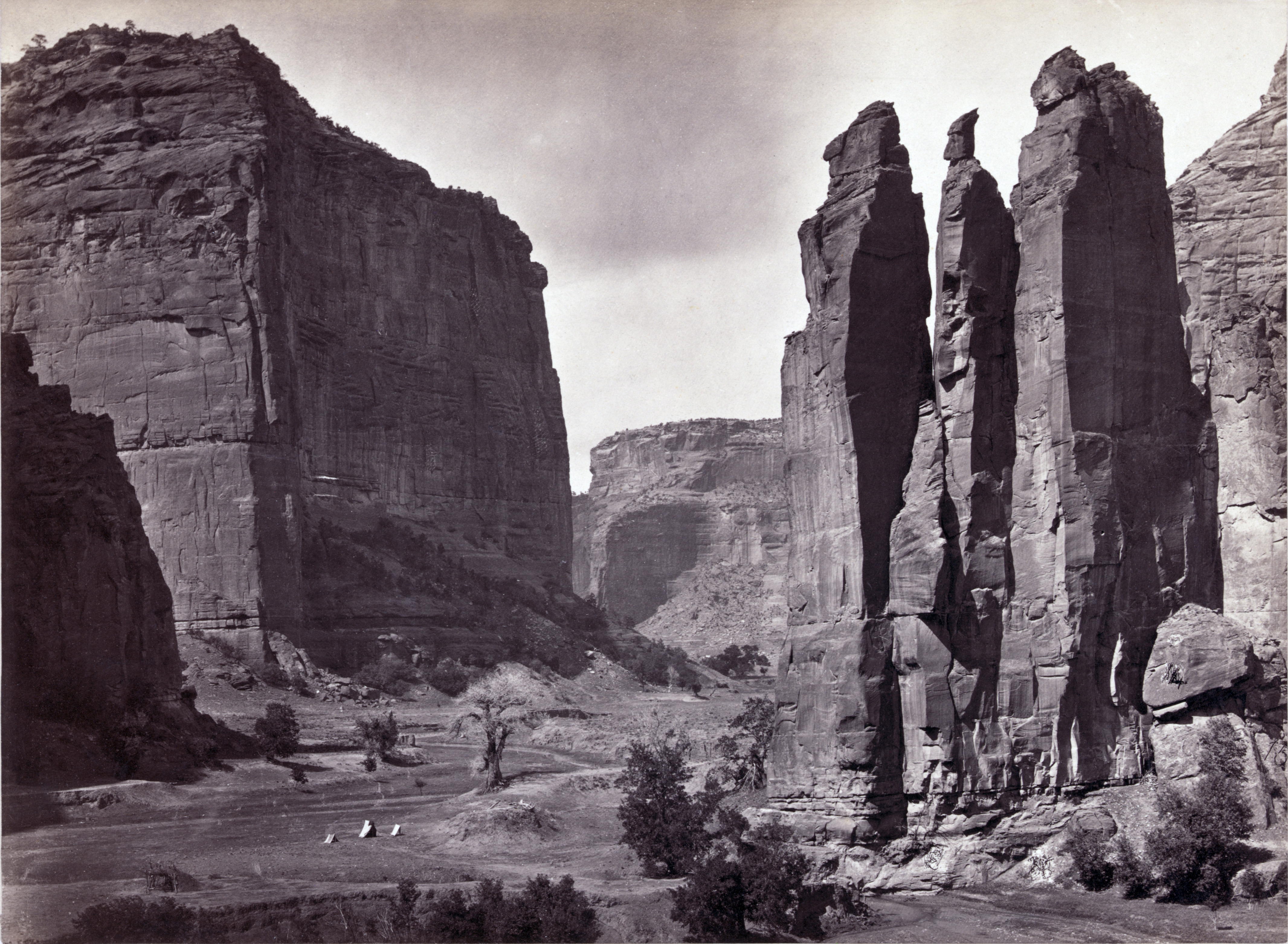
Canyon de Chelly, 1873
Spider Rock, 2012
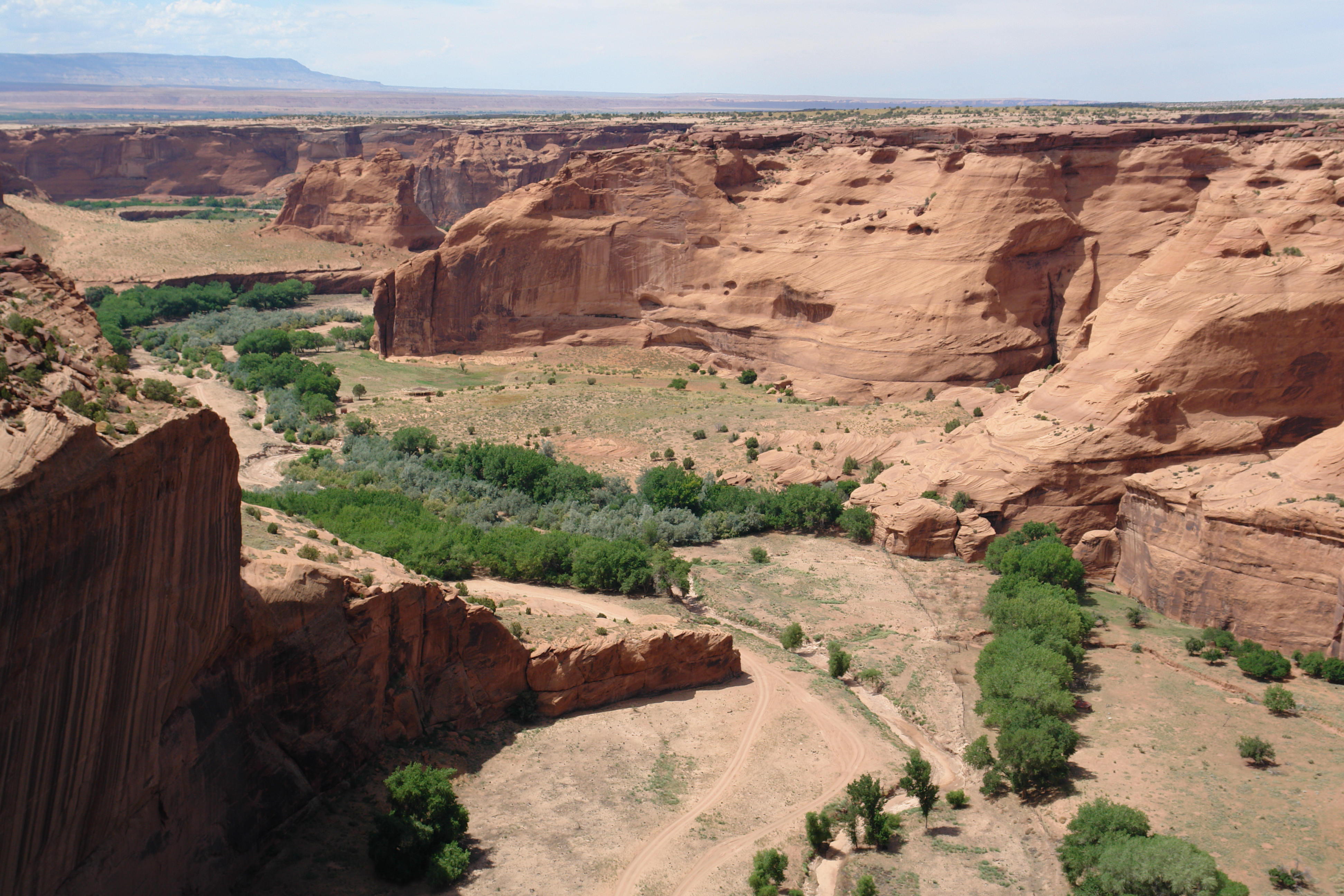
Canyon de Chelly
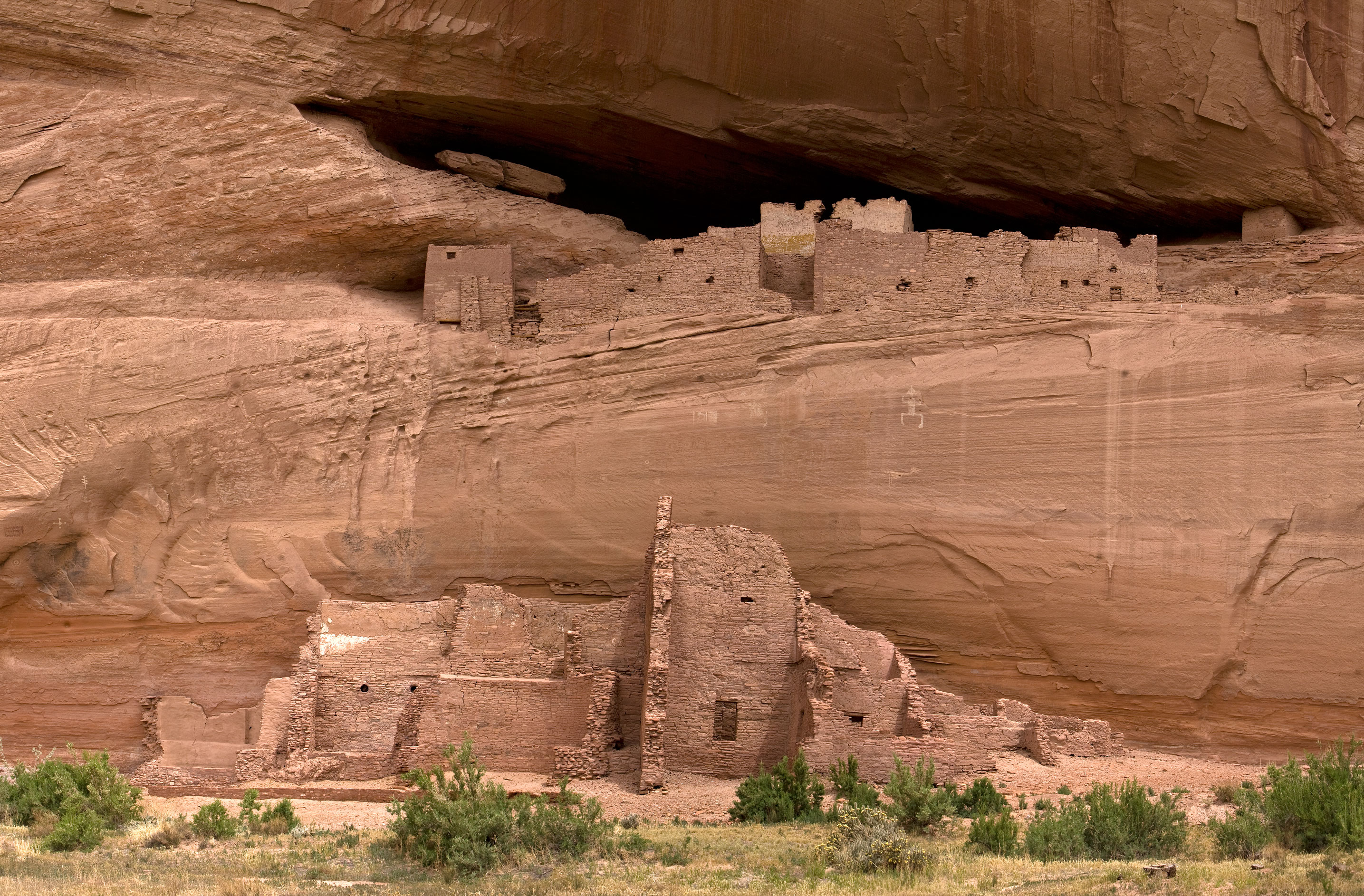
White House Ruins, 2009